# Helvellaceae
Helvellaceae é uma família de fungos ascomicetes, cujos membros mais bem conhecidos são os do género Helvella. Originalmente criado por Elias Magnus Fries em 1823 como Elvellacai, continha muitos géneros. Contudo, descobriu-se num estudo de ADN ribossómico de 1997 que vários deles, como Gyromitra e Discina, eram mais distantemente aparentados, tornando este clado bastante mais pequeno e agora redefinido como Helvellaceae. Outrossim, este grupo estreitamente definido está mais próximo das trufas de Tuberaceae.